# Ельтай (Есильский район)
Ельтай (каз. Елтай) — упразднённое село в Есильском районе Акмолинской области Казахстана. Входило в состав Знаменского сельского округа. Код КАТО — 114851200. Упразднено в 2013 г.

## Население
В 1999 году население села составляло 144 человека (72 мужчины и 72 женщины). По данным переписи 2009 года, в селе проживало 9 человек (4 мужчины и 5 женщин).